# Hugh Wheeler (Offizier)

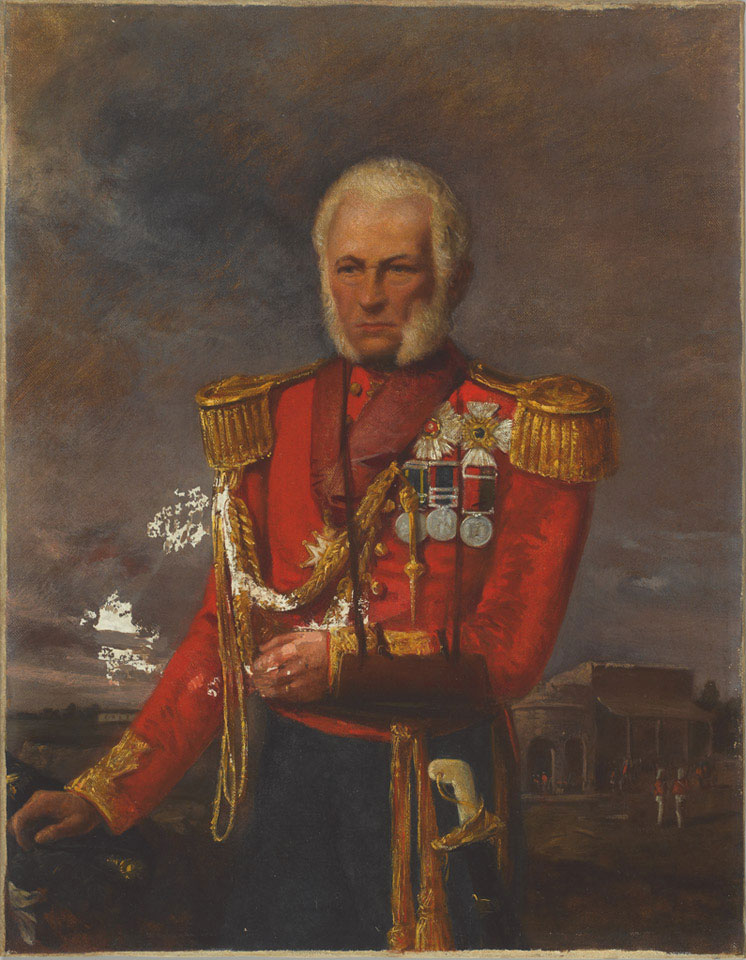
Hugh Wheeler 1857

Hugh Wheeler (* 1789 in Irland; † 27. Juni 1857 in Kanpur) war ein britischer Offizier. Als Major-General befehligte er während des Indischen Aufstands von 1857 die Garnisonstadt Kanpur in der Präsidentschaft Bengalen. Er gehört zu den Briten, die nach der Kapitulation von Kanpur während des Massakers am Sati Chowra ums Leben kamen.

## Leben
Hugh Wheeler diente ab seinem 16. Lebensjahr in den Truppen der Britischen Ostindien-Kompanie und zählte zu den hoch angesehenen Offizieren dieser Truppen. Der Militärhistoriker Saul David bezeichnet ihn als einen Typus, der unter den älteren Offizieren der Britischen Ostindien-Kompanie häufig zu finden war. Er hatte seit seinem 16. Lebensjahr nahezu ausschließlich in Indien gelebt, hatte eine Inderin geheiratet und war mit den kulturellen Gepflogenheiten seiner indischen Landsleute vertraut. Dies unterschied ihn von den Vertretern der Britischen Ostindien-Kompanie, die nach 1830 in das Land kamen und für die eine Verachtung der indischen Lebensweisen häufig charakteristisch waren.
Als 1857 der Indische Aufstand ausbrach, unterlief ihm allerdings eine Fehleinschätzung. Er rechnete zwar damit, dass die Sepoy-Truppen in Kanpur rebellieren würde. Er ging jedoch davon aus, dass die Truppen sehr schnell nach Delhi, dem Zentrum des Aufstands abziehen würden. Der indische Fürst Nana Sahib konnte jedoch die indischen Truppen überreden, die Garnisonstadt anzugreifen. In der Garnison hatten sich zwischen 900 und 1000 Europäer, Eurasier und zum Christentum übergetretene Inder verschanzt. Zur Verteidigung standen nur 400 Mann, etwa 300 Soldaten sowie 100 kampffähige Zivilisten zur Verfügung. Vom 6. Juni bis zum 23. Juni verteidigte er die Garnison. In dieser Zeit starben etwa ein Drittel der Verschanzten an Verletzung durch den Artilleriebeschuss oder an Krankheiten, die unter den Eingeschlossenen grassierten. Am 23. Juni wurde er von den übrigen noch lebenden Offizieren überredet, das Kapitulationsangebot von Nana Sahib anzunehmen, das einen ungehinderten Abzug per Boot nach Allahabad in Aussicht gestellt hatte. Während die Briten am 27. Juni am Gangesufer die Boote bestiegen, eröffneten indische Truppen plötzlich das Feuer. Die dieses Feuergefecht überlebenden männlichen Briten wurden noch an Ort und Stelle hingerichtet. Auch Hugh Wheeler kam während des Überfalls ums Leben. 

## Eliza Wheeler als Heldin des Aufstands
Die jüngste Tochter von Hugh Wheeler, Eliza Wheeler, gehört zu den tragischen Figuren des Aufstands von 1857. Während die meisten der überlebenden Frauen und Kinder nach Kanpur zurückgebracht wurden, wo sie am 15. Juli beim Massaker im Bibighar ums Leben kamen, wurde Eliza Wheeler am Gangesufer von einem der aufständischen Sepoys entführt und zu seiner Konkubine gemacht. Nach viktorianischer Überlieferung tötete Eliza Wheeler ihren Entführer und Angehörige seiner Familie und beging anschließend Selbstmord. Ihr vorgebliches Schicksal war Gegenstand zahlreicher viktorianischer Theaterstücke und Erzählungen.